# Veurs
Veurs är ett vattendrag i Belgien.   Det ligger i provinsen Liège och regionen Vallonien, i den östra delen av landet, 100 km öster om huvudstaden Bryssel.
Omgivningarna runt Veurs är en mosaik av jordbruksmark och naturlig växtlighet. Runt Veurs är det ganska tätbefolkat, med 108 invånare per kvadratkilometer.